# Химкинский лесопарк
Химкинский лесопарк (ПК № 45) — лесной массив на северо-западе Москвы, в районе Ховрино.

## Описание
Площадь парка составляет 79,7 га. Он окружён МКАД, Библиотечным проездом, улицей Дыбенко и Левобережной улицей; через сам лесопарк проходит Прибрежный проезд. Рельеф представляет собой моренную равнину, перекрытую сверху суглинками послеледникового происхождения и прорезанную глубокими оврагами. На территории сохранились два небольших низинных болота и сухая поросшая лесом балка, плавно переходящая в залив Химкинского водохранилища. В лесопарке оборудованы более десятка «шашлычных зон» с мангалами, столами, скамейками и беседками. При строительстве станции метро «Ховрино», которая стала для парка ближайшей, из его состава были исключены 0,13 гектаров земли.

### Флора и фауна
Растительный мир Химкинского лесопарка представлен более чем 185 видами, в частности здесь растут четыре вида папоротников, осока волосистая, яснотка зеленчуковая (зеленчук), майник двулистный, кислица обыкновенная, брусника, черника. Изначально на этом месте располагались еловые леса, которые были вырублены. Предположительно, эти земли долгое время распахивались. По мнению специалистов, ель здесь никогда не восстановится сама, а сложившийся породный состав древостоев будет сохраняться ещё долгое время, причем с годами все больший перевес будет иметь более устойчивая по сравнению с осиной берёза. Так же сохранится примесь дуба и сосны — растущие деревья этих пород ещё относительно молоды. На 1996 год основу лесопарка составляли 60—70-летние березовые и осиновые леса, встречались старые дубы и сосны значительно большего размера; имелись лесные культуры вяза, ясеня, дуба, липы.
Там, где овраги обеспечивают удовлетворительный дренаж, есть густой подлесок из видов, типичных для широколиственных и хвойно-широколиственных лесов: лещина обыкновенная, черёмуха обыкновенная, бересклет бородавчатый, калина обыкновенная. Из местной флоры под особой охраной находятся ландыш майский и ирис жёлтый.
Животный мир насчитывает около 45 видов: водятся крот, белка, землеройки, полевые мыши; гнездятся дрозд рябинник и певчий дрозд, гаичка, пищуха, зарянка, соловей, славки, пеночки и другие. Реже встречаются обыкновенный тритон, травяная и остромордая лягушки.

### Создание ООПТ
Постановлением правительства Москвы от 23 июня 2020 года на территории лесопарка была создана Особо охраняемая природная территория площадью 49,2 га (в составе которой находятся два объекта: "Памятник природы «Лесная балка в Химкинском лесопарке»" и "Ландшафтный заказник «Химкинский»").

## Галерея

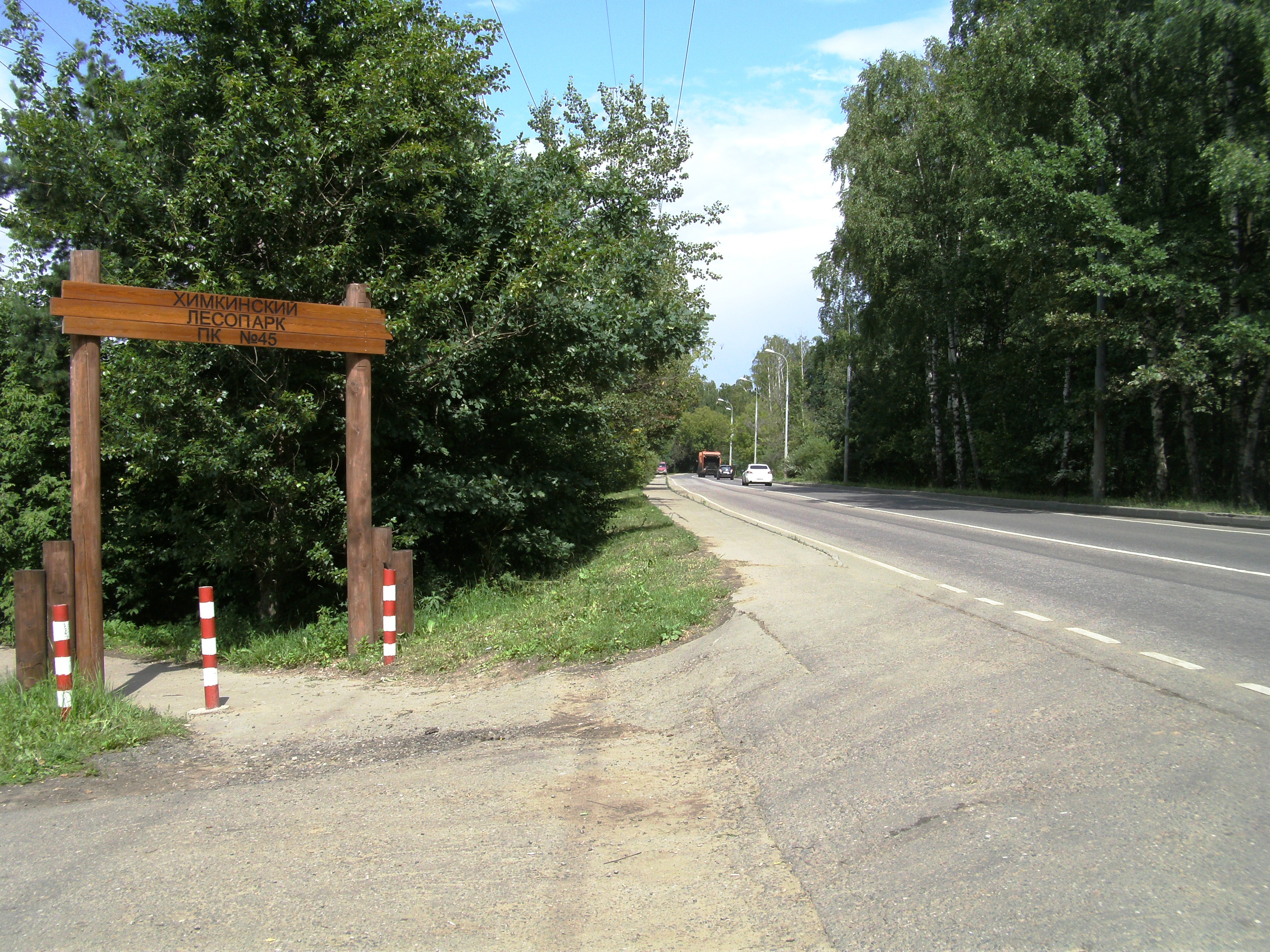
Прибрежный проезд на отрезке, проходящем через лесопарк
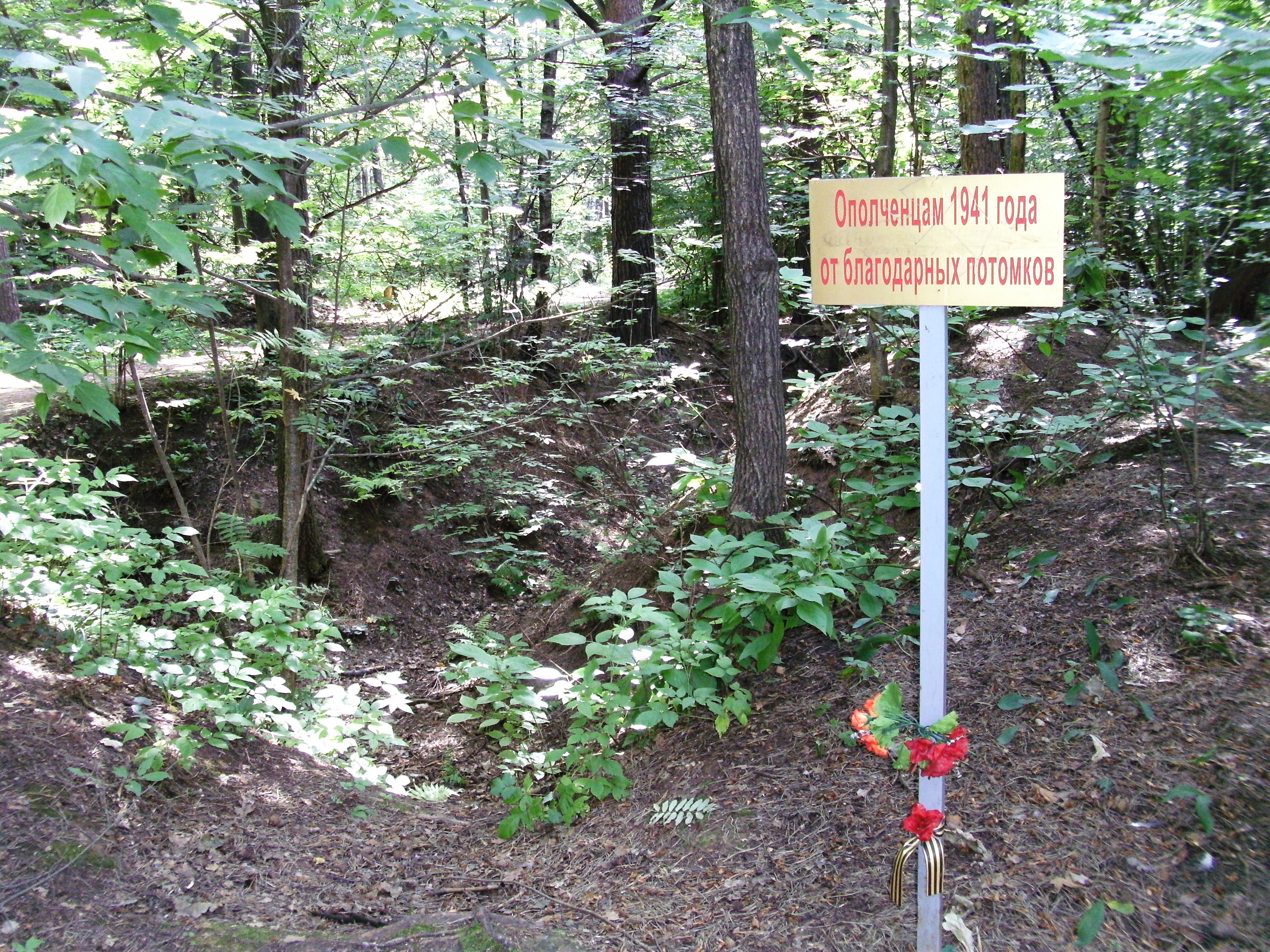
Сохранившийся окоп линии обороны Москвы
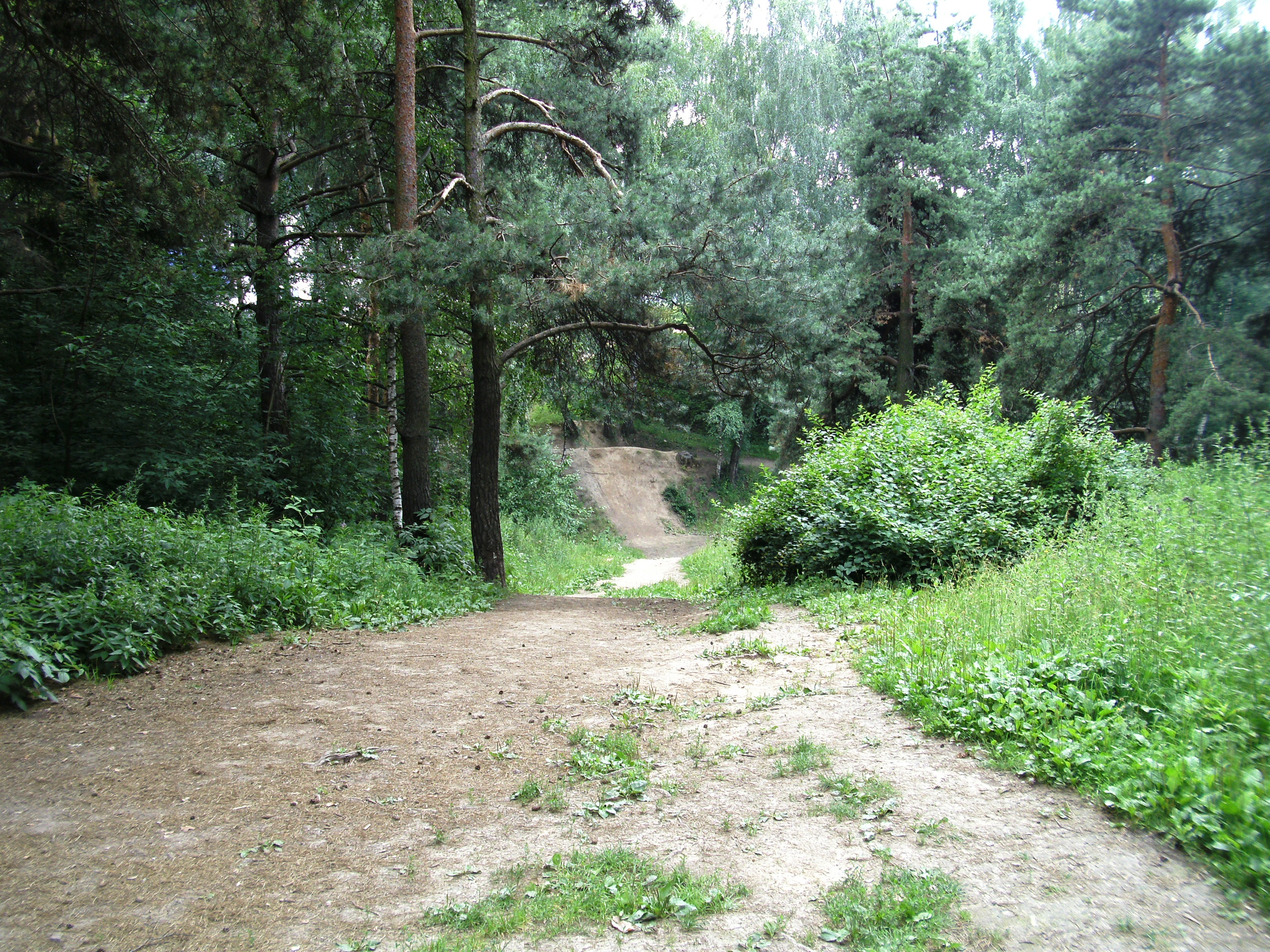
Сосновая часть лесопарка